# من برایت گلوله‌هایم را آوردم، تو برایم عشقت را آوردی
«من برایت گلوله‌هایم را آوردم، تو برایم عشقت را آوردی» (به انگلیسی: I Brought You My Bullets, You Brought Me Your Love) آلبومی از گروه موسیقی آلترنتیو راک مای کمیکال رومنس است که در سال ۲۰۰۲ میلادی منتشر شد.